# María Ignacia Benítez
María Ignacia Benítez (1 tháng 8 năm 1958 - 28 tháng 2 năm 2019) là Bộ trưởng Môi trường Chile, giữa năm 2010 và 2014.

## Tiểu sử
Benítez sinh ra ở Viña del Mar ở Chile. Bà là đứa lớn nhất trong năm đứa trẻ. Bà đã đi học tại địa phương trước khi học ngành kỹ thuật dân dụng tại Đại học Chile.
bà phục vụ dưới quyền Tướng Pinochet trước khi rời đi để trở thành một nhà tư vấn.
Vào tháng 3 năm 2010, bà được Tổng thống Chile Sebastián Piñera bổ nhiệm làm Bộ trưởng Môi trường. Bộ trưởng trước đó là Ana Lya Uriarte.
Vào năm 2012, bà đã có một cuộc tranh luận công khai với Tòa án Tối cao đang giữ một hợp đồng mà bà quan tâm. Những lời buộc tội "can thiệp không đúng và không thể chấp nhận" được đưa ra chống lại cô.
Benítez đã kết hôn và có ba đứa con. Bà qua đời vì bệnh ung thư vào tháng 2 năm 2019.